# Susi Sánchez

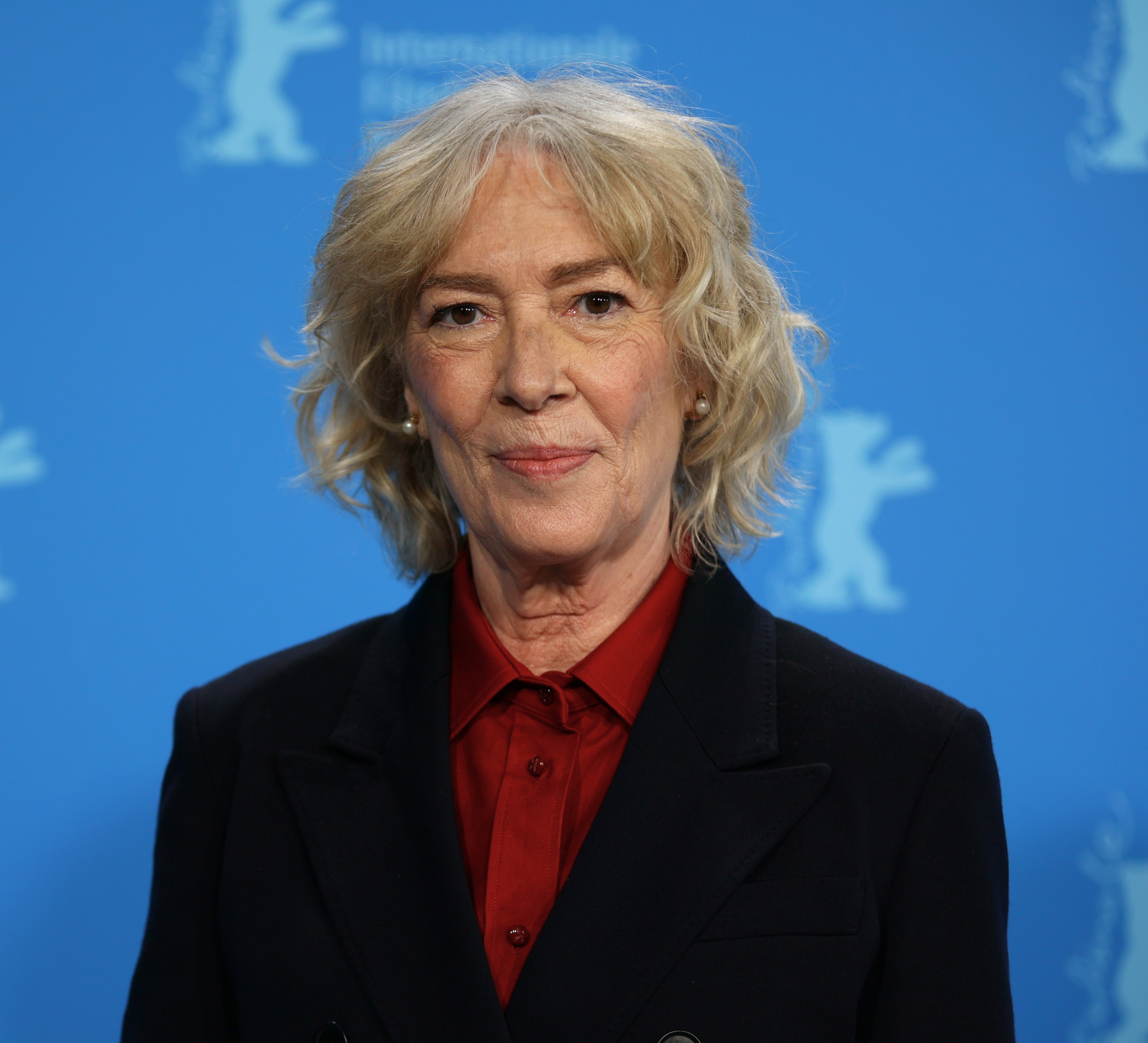
Susi Sánchez auf der Berlinale 2022

Susi Sánchez (eigentl. María Asunción Sánchez Abellán; * 21. März 1955 in Valencia) ist eine spanische Schauspielerin und Goya-Preisträgerin.

## Leben
Susi Sánchez absolvierte eine Schauspielausbildung an der Real Escuela Superior de Arte Dramático (RESAD) in Madrid und wurde Anfang der 1980er Jahre als Fernseh-Schauspielerin aktiv. In den 1990er Jahren kamen Film- und Theater-Einsätze hinzu.
Für das Drama 10.000 noches en ninguna parte von Ramón Salazar war sie 2014 für den Goya als Beste Nebendarstellerin nominiert und wurde 2019 als Beste Hauptdarstellerin für das Drama Sunday’s Illness ausgezeichnet.

## Filmografie (Auswahl)
- 1995: Entre rojas
- 2000: Die Klapperschlange (Cascabel)
- 2001: Juana la Loca
- 2003: Carmen
- 2003: La vida mancha
- 2008: Yo sólo miro
- 2009: Eine Perle Ewigkeit (La teta asustada)
- 2010: Ángel o demonio
- 2011: Die Haut, in der ich wohne (La piel que habito)
- 2013: 10.000 noches en ninguna parte
- 2013: La fotógrafa
- 2015: Freunde fürs Leben (Truman)
- 2015: Carlos, Rey Emperador (Fernsehserie, 12 Folgen)
- 2016: Julieta
- 2017: Das Tal der toten Mädchen (El guardián invisible)
- 2018: La verdad (Fernsehserie, 16 Folgen)
- 2018: Presunto culpable (Fernsehserie, 13 Folgen)
- 2018: Sunday’s Illness (La enfermedad del domingo)
- 2019: Three Days of Christmas (Días der Navidad)
- 2019: Leid und Herrlichkeit (Dolor y gloria)
- 2019: Das Tal der vergessenen Kinder (Legado en los huesos)
- 2020: Das Tal der geheimen Gräber (Ofrenda a la tormenta)
- 2021: El Cover
- 2021: El sustituto
- 2021: Mord in der Lagune (El lodo)
- 2022: Cinco lobitos
- 2022: Vasil
- 2023: Loli Tormenta
- 2023: Mentiras pasajeras (Fernsehserie)
- 2024: Reinas – Die Königinnen (Reinas)